# Toni Sailer
Anton Engelbert »Toni« Sailer, avstrijski alpski smučar, pevec in filmski igralec, * 17. november 1935, Kitzbühel, Avstrija, † 24. avgust 2009, Innsbruck, Avstrija.
Sailer z vzdevkom »Schwarze Blitz aus Kitz« oziroma »Zlati princ« je osvojil tri zlate medalje na Zimskih olimpijskih igrah 1956 v Cortini, v smuku, slalomu in veleslalomu. Je peti športnik s tremi zlatimi medaljami na enih olimpijskih igrah in najuspešnejši športnik Olimpijskih iger leta 1956. Do vključno leta 1956 so olimpijske tekme v alpskem smučanju štele tudi za svetovna prvenstva, tako da je hkrati prejel tudi medalje svetovnega prvenstva ter še naslov svetovnega prvaka v kombinaciji, discipline ki ni bila del olimpijskega programa. Na naslednjem Svetovnem prvenstvu 1958 v Bad Gasteinu je ubranil zlate medalje v smuku, veleslalomu in kombinaciji, v slalomu pa je osvojil srebrno medaljo. 
Med letoma 1957 in 1971 je zaigral v več komedijah, kasneje pa v več TV filmih in nanizankah. Hkrati je kot pevec posnel tudi 18 albumov. Med letoma 1986 in 2006 je bil vodja tekem za pokal Hahnenkamm v Kitzbühelu. V letih 1956, 1957 in 1958 je bil izbran za avstrijskega športnika leta,  leta 1999 pa tudi za avstrijskega športnika stoletja.